# L'ombrello di Charlot
L'ombrello di Charlot (Between Showers) è un cortometraggio muto del 1914 diretto da Henry Lehrman. È l'ultimo film con Charlie Chaplin diretto da Lehrman, con cui l'attore non aveva buoni rapporti. Completato il 7 febbraio 1914 e ispirato da una serie di nubifragi che colpirono Los Angeles, il film è caratterizzato dalla prima apparizione di alcuni tratti distintivi del personaggio di Charlot che lo caratterizzeranno in futuro come la svolta degli angoli delle strade con la gamba alzata e in bilico sull'altra, l'alzata di spalle e il coprirsi la bocca timidamente quando ride.

## Produzione
Fu prodotto dalla Keystone Pictures Studio e distribuito negli Stati Uniti dalla Mutual Film il 28 febbraio 1914. In italiano è stato trasmesso in TV coi titoli Charlot e l'ombrello e Charlot e il parapioggia, mentre in inglese è noto anche come In Wrong Thunder and Lightning, Charlie and the Umbrella e The Flirts.

## Trama
Durante un giorno di pioggia, un poliziotto occupato nel corteggiamento di una ragazza si fa sfilare l'ombrello dal signor Snookie. Poco dopo quest'ultimo vede una ragazza titubante nell'attraversare una strada a causa della profonda pozzanghera che le impedisce di scendere dal marciapiede, così si propone di aiutarla affidandole momentaneamente l'ombrello per allontanarsi in cerca di una tavola di legno. Charlot, avvistata anch'egli la ragazza, si offre di aiutarla nello stesso modo e si allontana a sua volta. Un poliziotto in servizio, però, solleva di peso la ragazza e la trasporta dall'altro lato della strada. Snookie e Charlot, realizzato l'accaduto, raggiungono la ragazza. Snookie chiede la restituzione dell'ombrello ma la ragazza ha deciso di tenerselo, così i due si azzuffano. Charlot inizialmente si limita a godersi lo spettacolo ridendo, quindi interviene in difesa della ragazza. Alla fine della lotta l'ombrello passerà nelle sue mani, così Snookie fa intervenire un altro poliziotto con l'intento di riappropriarsi dell'ombrello, senza avvedersi però che si tratta dell'originale proprietario dell'oggetto. Così l'agente, accertata l'estraneità di Charlot, arresta Snookie.

## Distribuzione
- 28 febbraio 1914 negli Stati Uniti
- 30 luglio 1915 in Spagna (Todo por un paraguas)
- 6 gennaio 1917 in Italia
- 12 gennaio in Danimarca (Chaplins Paraply)
- 4 marzo 1918 in Svezia (Charlie i åskväder)